# Allenamento in sospensione
L'allenamento in sospensione è una moderna tecnica di fitness che fa parte dell'allenamento funzionale.
Si effettua utilizzando un attrezzo costituito da cavi, staffe, maniglie e un imbraco in modo che l'atleta si alleni sfruttando il proprio peso corporeo in sospensione dinamica e completa.

## Descrizione
Nella sua forma più semplice, l'allenamento in sospensione si riferisce ad un vasto gruppo di movimenti unici e di programmi di allenamento codificati per questa specifica attività; essi si distinguono dagli esercizi tradizionali per il fatto che sia le mani che i piedi di chi li eseguono sono sostenute da un singolo punto di ancoraggio, mentre le altre estremità del corpo sono a contatto con il suolo: di conseguenza, la percentuale desiderata di peso corporeo è caricata sulla parte del corpo che si vuole allenare.
Il punto di ancoraggio fornisce la miscela ideale di sostegno e mobilità per allenare la forza, la resistenza, la coordinazione, la flessibilità, il potenziamento e la stabilità del core in un tutt'uno attraverso un'ampia gamma di possibilità di utilizzo della resistenza (questo con l'attrezzatura esistente fino ad oggi).

## Origini
Il programma e le cinghie per l'allenamento in sospensione sono stati sviluppati originariamente con l'acronimo TRX (Total Resistance eXercise)da Randy Hetrick, un ex Navy SEAL, durante gli anni Novanta e la commercializzazione è iniziata nel 2005.
Randy Hetrick utilizza una fascia di paracadute e una cintura ju-jitsu come primo attrezzo di Suspension Trainer.
Nello stesso periodo Kurt Dasbach, un ex giocatore di calcio cileno, scoprì una tecnica di allenamento Inca basata su cinghie e progettò uno strumento molto simile, chiamandolo Inkaflexx.
Studi recenti hanno evidenziato come i principi alla base di questo tipo di allenamento fossero gli stessi che caratterizzavano l'addestramento fisico cui si sottoponevano gli antichi spartani, considerati i guerrieri più possenti dell'antichità. Ricercatori americani hanno dimostrato che i benefici apportati da questo allenamento sono simili a quelli ottenuti dagli astronauti del progetto Apollo usando tecniche convenzionali.

## Funzionamento
Quando un corpo è sospeso il suo centro di gravità cerca il punto più vicino dal suolo: quando si è appesi ad un'asta con entrambe le mani, ad esempio, il nostro centro di gravità ci spinge verso il pavimento; se invece ci tenessimo con una sola mano, questo inizierebbe ad ondeggiare a ruotare e ancora una volta il centro di gravità tenderà verso il punto più basso verso il centro.
Gli esercizi in sospensione utilizzano gravità e movimento per generare risposte neuromuscolari ai cambiamenti della posizione del corpo nello spazio. I movimenti che si fanno utilizzando questi principi integrano forza ed equilibrio in un unico format dinamico che stimola fortemente il sistema nervoso e massimizza i benefici con risultati più rapidi degli esercizi tradizionali tipici del sollevamento pesi.